# Ламбр-ле-Дуэ
Ламбр-ле-Дуэ (фр. Lambres-lez-Douai) — коммуна во Франции, регион О-де-Франс, департамент Нор, кантон Дуэ. Пригород Дуэ, примыкает к нему с юго-запада, в 2 км от центра города и в 32 км к югу от Лилля. Через территорию коммуны протекает река Скарп.
Население (2017) — 5 125 человек.

## Экономика
Структура занятости населения:
- сельское хозяйство — 0,9 %
- промышленность — 18,2 %
- строительство — 2,5 %
- торговля, транспорт и сфера услуг — 34,0 %
- государственные и муниципальные службы — 44,4 %

Уровень безработицы (2017) — 15,6 % (Франция в целом — 13,4 %, департамент Нор — 17,6 %). 

Среднегодовой доход на 1 человека, евро (2017) — 20 980 (Франция в целом — 21 110, департамент Нор — 19 490).

## Демография
Динамика численности населения, чел.

## Администрация
Пост мэра Ламбр-ле-Дуэ с 2020 года занимает Бернар Гулуа (Bernard Goulois). На муниципальных выборах 2020 года возглавляемый им правый список одержал был единственным.
| Период | Период | Фамилия              | Партия        | Примечания            |
| ------ | ------ | -------------------- | ------------- | --------------------- |
| 1971   | 1979   | Мишель Энбуа         |               |                       |
| 1980   | 2001   | Жюль Фромон          |               |                       |
| 2001   | 2020   | Мартьяль Вандевёстин | Разные правые | руководитель компании |
| 2020   |        | Бернар Гулуа         | Разные правые |                       |

## Галерея

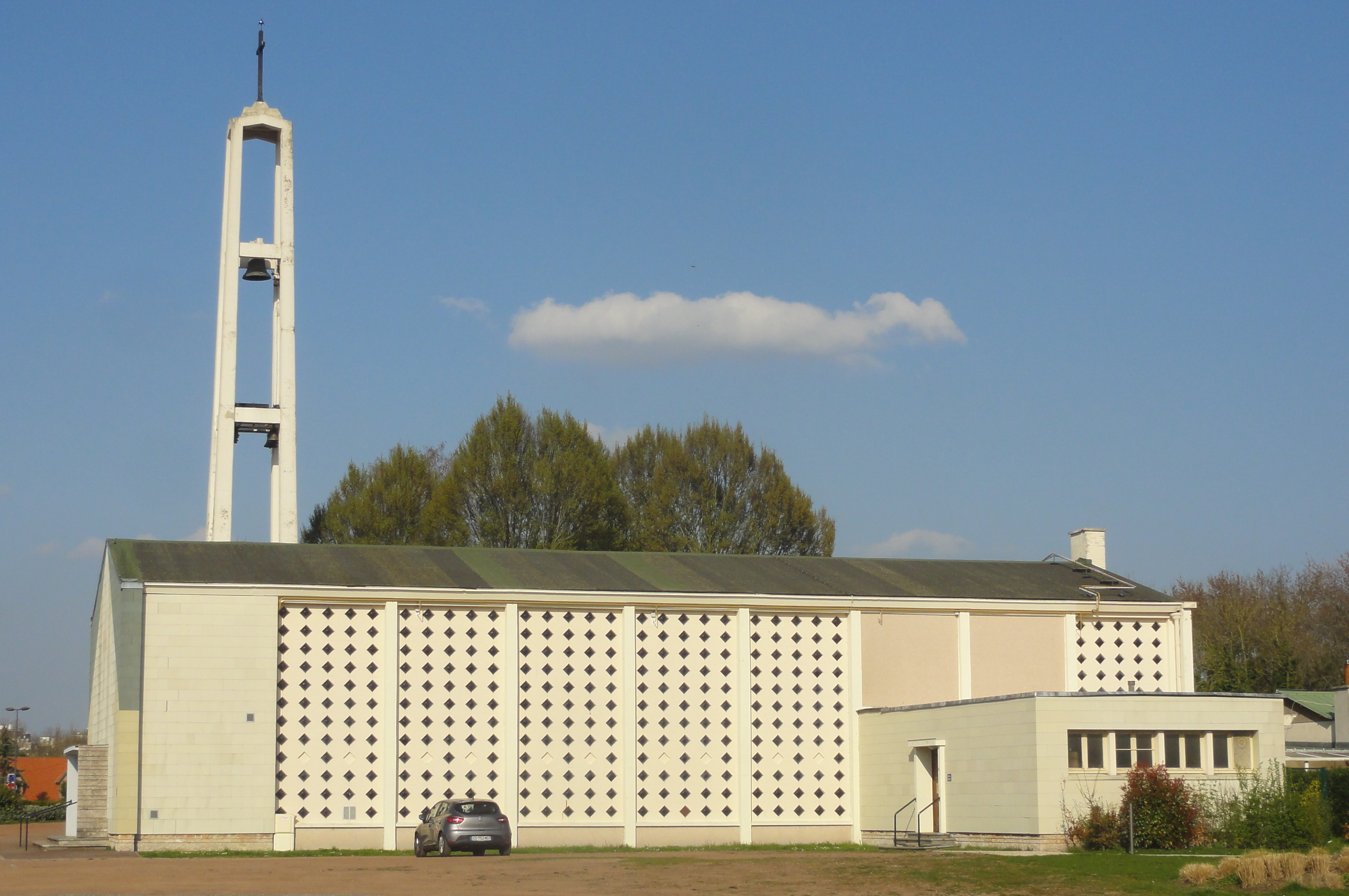
Церковь Святого Сара 1960-х годов
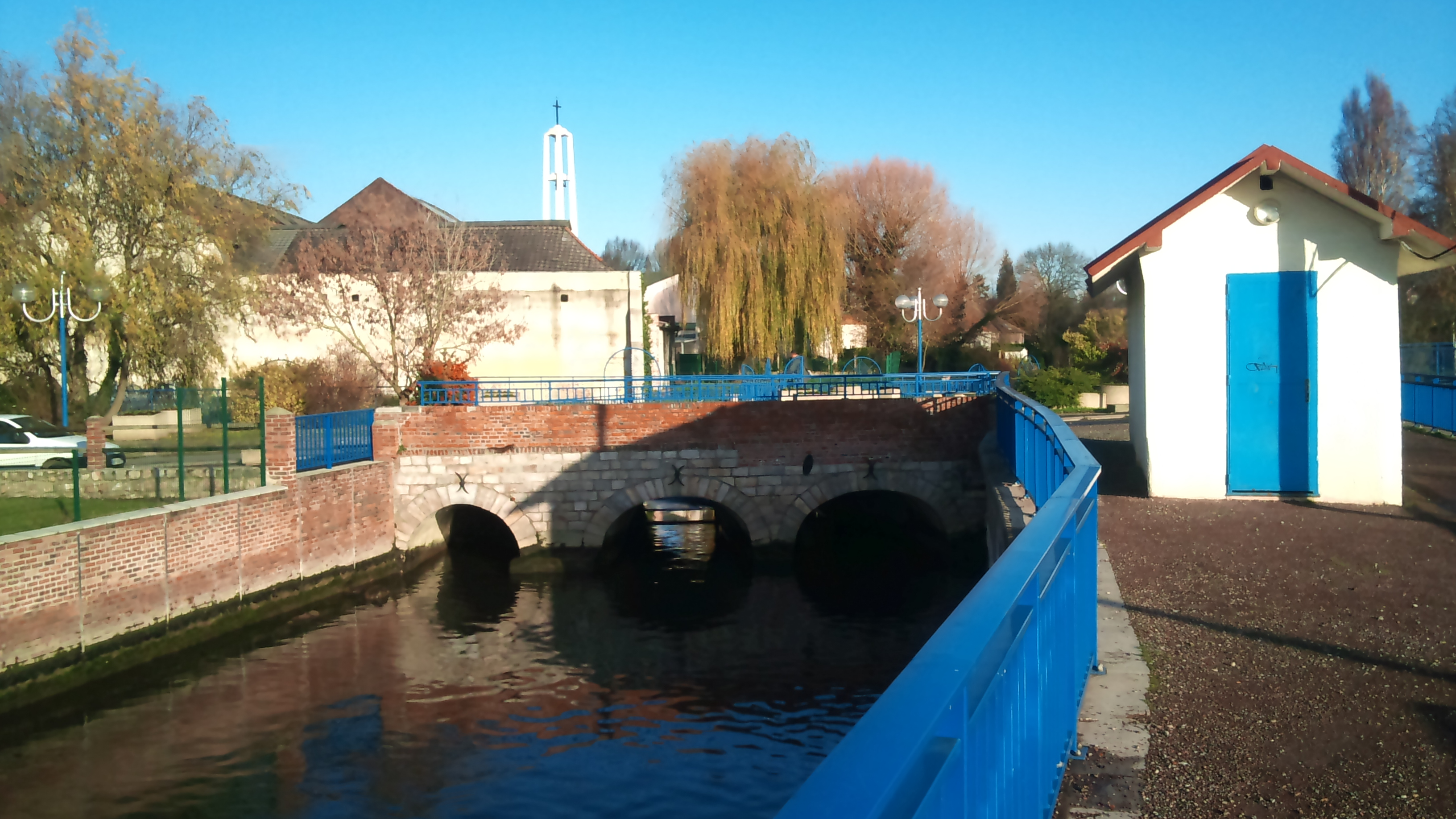
Река Скарп

1. 1 2  база данных о французских коммунах — Национальный географический институт Франции, 2015.